# Drets humans a Estònia

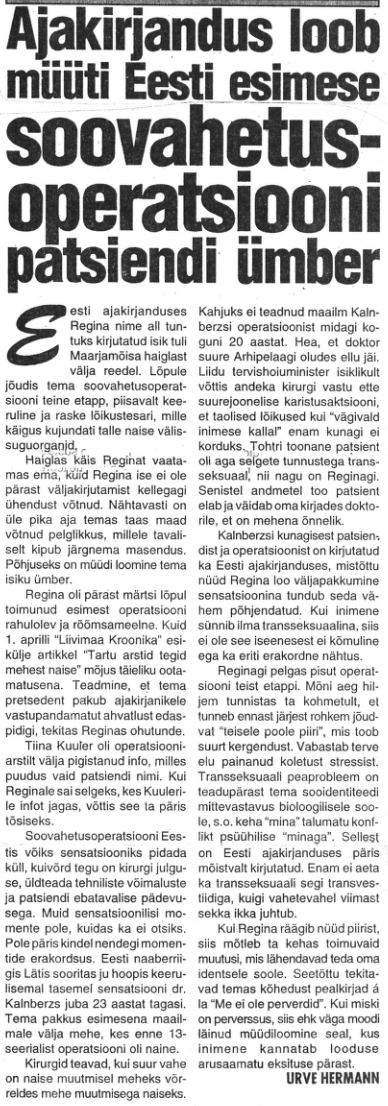
Un article al diari estonià Post del 27 de juliol de 1993 sobre la primera reassignació de gènere a l'Estònia independent

Els drets humans a Estònia són reconeguts com a generalment respectats pel govern. No obstant això, hi ha preocupacions en algunes àrees, com ara les condicions de detenció, l'ús excessiu de la força policial i el maltractament infantil. Estònia ha estat classificada com una democràcia defectuosa, amb una privadesa moderada i un desenvolupament humà a Europa. A les persones se'ls garanteixen sobre el paper els drets bàsics sota la constitució, les lleis i els tractats relatius als drets humans ratificats pel govern estonià. El 2023, Estònia va ser classificada en el 8è lloc mundial en llibertat de premsa.
Diverses organitzacions internacionals i de drets humans, com ara Human Rights Watch, l'Organització per a la Seguretat i la Cooperació a Europa el 1993 i el Consell de Drets Humans de les Nacions Unides el 2008 van trobar pocs problemes aparents importants o patrons d'abús sistemàtic dels drets humans o discriminació per motius ètnics, mentre que altres, com ara Amnesty International el 2009, van expressar preocupació pel que fa als immigrants i a la minoria russòfona, que "pateix taxes d'atur gairebé el doble d'altes que entre els estonians ètnics".

## Història
Els drets humans individuals i els drets col·lectius a existir com a entitat ètnica van ser violats de manera rutinària durant vuit segles des de les Croades del Nord i el domini dels germanobàltics, seguit de dos segles de sobirania imperial russa i acabant amb mig segle d'ocupació soviètica. La primera constitució d'Estònia del 1920 incloïa salvaguardes per als drets civils i polítics que eren l'estàndard de l'època. La Llei d'Autonomia Cultural del 1925 va ser una peça legislativa innovadora que preveia la protecció dels drets col·lectius dels ciutadans d'ètnies no estonianes.

## Estònia en el sistema internacional de drets humans
A final del 2010, el Tribunal Europeu de Drets Humans havia dictat 23 sentències en casos portats contra Estònia (a partir del 2001); en 19 casos, va constatar almenys una violació del Conveni Europeu de Drets Humans o dels seus protocols. El 2001, Estònia va adreçar una invitació permanent als Procediments Especials del Consell de Drets Humans de l'ONU.

## Participació en els tractats sobre drets humans
| Tractats bàsics de l'ONU                                                                                            | Participació d'Estònia | Tractats bàsics del CdE                                                                       | Participació d'Estònia |
| Convenció Internacional sobre l'Eliminació de totes les Formes de Discriminació Racial                              | Adhesió el 1991        | Conveni Europeu de Drets Humans                                                               | Ratificat el 1996      |
| Pacte Internacional de Drets Civils i Polítics                                                                      | Adhesió el 1991        | Protocol 1 (CEDH)                                                                             | Ratificat el 1996      |
| Primer Protocol Facultatiu (PIDCP)                                                                                  | Adhesió el 1991        | Protocol 4 (CEDH)                                                                             | Ratificat el 1996      |
| Segon Protocol Facultatiu (PIDCP)                                                                                   | Adhesió el 2004        | Protocol 6 (CEDH)                                                                             | Ratificat el 1998      |
| Pacte Internacional dels Drets Econòmics, Socials i Culturals                                                       | Adhesió el 1991        | Protocol 7 (CEDH)                                                                             | Ratificat el 1996      |
| Convenció sobre l'eliminació de totes les formes de discriminació contra la dona                                    | Adhesió el 1991        | Protocol 12 (CEDH)                                                                            | Signat el 2000         |
| Protocol Facultatiu de la Convenció sobre l'eliminació de totes les formes de discriminació contra la dona (CEDAW)  | No signat              | Protocol 13 (CEDH)                                                                            | Ratificat el 2004      |
| Convenció de les Nacions Unides contra la tortura                                                                   | Adhesió el 1991        | Carta Social Europea                                                                          | No signat              |
| Protocol Facultatiu de la Convenció contra la Tortura i altres tractes o penes cruels, inhumanes o degradants (CAT) | Ratificat el 2006      | Protocol addicional de 1988 (CSE)                                                             | No signat              |
| Convenció sobre els drets de l'infant                                                                               | Adhesió el 1991        | Protocol addicional de 1995 (CSE)                                                             | No signat              |
| Protocol opcional relatiu a la participació d'infants en els conflictes armats (CDC)                                | Signat el 2003         | Carta Social Europea revisada                                                                 | Ratificat el 2000      |
| Protocol facultatiu sobre la venda de nens, la prostitució infantil i la pornografia infantil (CDC-OP-SC)           | Ratificat el 2004      | Conveni Europeu per a la Prevenció de la Tortura i dels Tractes o Penes Inhumans o Degradants | Ratificat el 1996      |
| Convenció internacional sobre la protecció dels drets de tots els treballadors migrants i dels seus familiars       | No signat              | Carta europea de les llengües regionals o minoritàries                                        | No signat              |
| Convenció sobre els drets de les persones amb discapacitat                                                          | Signat el 2007         | Conveni marc per a la protecció de les minories nacionals                                     | Ratificat el 1997      |
| Protocol facultatiu de la Convenció sobre els drets de les persones amb discapacitat (CRPD)                         | No signat              | Conveni sobre la lluita contra el tràfic d'éssers humans                                      | Ratificat el 2015      |

### Darrers documents en procediments d'informació
| Òrgan d'experts                                                  | Informe de l'Estat | Document de l'òrgan d'experts |
| Comitè de Drets Humans                                           | 2018               | 2019                          |
| Comitè de Drets Econòmics, Socials i Culturals                   | 2017               | 2019                          |
| Comitè per a l'Eliminació de la Discriminació Racial             | 2019               | 2014                          |
| Comitè contra la Tortura                                         | 2011               | 2013                          |
| Comitè dels Drets de l'Infant                                    | .                  | 2017                          |
| Comitè per a l'Eliminació de la Discriminació contra la Dona     | 2015               | 2016                          |
| Comitè Europeu de Drets Socials                                  | 2020               | 2019-2020                     |
| Comitè per a la Prevenció de la Tortura                          | no previst         | 2019                          |
| Comitè Assessor del CMNM                                         | 2019               | 2015                          |
| Comissió Europea contra el Racisme i la Intolerància             | no previst         | 2015                          |
| Comitè de l'ONU sobre els Drets de les Persones amb Discapacitat | 2015               | 2021                          |

## Visions generals per organitzacions de drets humans

### Amnesty International
Segons Amnesty International, les minories lingüístiques pateixen discriminació en diversos àmbits, especialment en l'ocupació i l'educació. Els migrants van estar exposats a assetjament per part de funcionaris estatals i a atacs per part de grups extremistes. Es van desestimar les investigacions criminals sobre al·legacions d'ús excessiu de la força per part de la policia. A més, la policia de seguretat estoniana, Kaitsepolitsei, va fer al·legacions contra el Centre d'Informació Legal per als Drets Humans (LICHR), cosa que es considera àmpliament com un intent de tergiversar l'organització i soscavar la seva tasca.

### Human Rights Watch
Segons l'informe de Human Rights Watch del 1993, l'organització no va trobar abusos sistemàtics i greus dels drets humans en l'àmbit de la ciutadania. Als no ciutadans d'Estònia se'ls garantia els drets bàsics sota la Constitució d'Estònia. No obstant això, hi va haver alguns problemes pel que fa a la integració amb èxit d'alguns que eren resident permanents en el moment en què Estònia va obtenir la independència.

### Freedom House
Segons Freedom House, Estònia té amplis drets polítics i llibertats civils. Es permet als partits polítics organitzar-se lliurement i les eleccions han estat lliures i justes. Es respecta l'accés públic a la informació governamental i el país té llibertat de premsa, tot i que un informe del 2007 va descriure els òrgans de seguretat Kaitsepolitsei d'Estònia com la policia política de la nació. També es respecta la llibertat religiosa en la llei i en la pràctica. La corrupció es considera un problema relativament menor a Estònia. El poder judicial és independent i generalment lliure de la interferència del govern. El 2023, Freedom House va classificar Estònia amb 94 de 100 punts en llibertat al món.

### Consell de Drets Humans de les Nacions Unides
L'informe del 2008 del Relator Especial sobre el racisme al Consell de Drets Humans de les Nacions Unides va assenyalar l'existència de voluntat política per part de les autoritats estatals estonianes per combatre les expressions de racisme i discriminació a Estònia. Segons l'informe, els representants de les comunitats de parla russa a Estònia consideraven que la forma de discriminació més important a Estònia no era ètnica, sinó lingüística (Paràgraf 56). El relator va expressar diverses recomanacions, incloent-hi l'enfortiment del Canceller de Justícia, la facilitació de la concessió de ciutadania a persones amb nacionalitat indefinida i la necessitat de sotmetre la política lingüística a un debat per elaborar estratègies que reflectissin millor el caràcter multilingüe de la societat (paràgrafs 89-92).

### Comitè de les Nacions Unides per a l'Eliminació de la Discriminació Racial
El Comitè per a l'Eliminació de la Discriminació Racial (CERD) examina els informes periòdics dels Estats membres sobre com s'estan implementant els drets en virtut de l'article 9 de la Convenció Internacional sobre l'Eliminació de totes les Formes de Discriminació Racial. En les seves observacions finals del 2010, el Comitè va assenyalar alguns aspectes positius, i va expressar preocupacions i va fer recomanacions pel que fa al compliment de la convenció per part d'Estònia. Les preocupacions mencionades a l'informe incloïen: la manca de protecció de les minories contra el discurs d'odi; que la motivació racial dels delictes no fos una circumstància agreujant; el fort èmfasi en la llengua estoniana en l'estratègia d'integració estatal; l'ús d'un enfocament punitiu per promoure la llengua estoniana; les restriccions a l'ús de la llengua minoritària en els serveis públics; el baix nivell de representació de les minories en la vida política; el nombre persistentment elevat de persones amb ciutadania indeterminada, etc.

### Altres institucions
Segons Cliohres, la Xarxa Europea d'Excel·lència organitzada per un grup de 45 universitats, la publicació de les presumptes violacions dels drets humans de la població de parla russa a Estònia ha servit de pretext per intentar tancar la regió dins de l'esfera d'influència de Rússia. Els intents de Moscou d'aprofitar políticament la qüestió de la minoria russòfona a Estònia han tingut èxit, ja que el Kremlin ha utilitzat tots els fòrums internacionals on s'han presentat les denúncies de violacions dels drets humans a Estònia.
El fòrum del Programa de les Nacions Unides per al Desenvolupament Development and Transition va discutir la situació d'Estònia i Letònia el 2005.
James Hughes, un sociòleg estatunidenc del Trinity College, va afirmar que Letònia i Estònia són estats "capturats pels grups ètnics titulars", que empren un "règim de polítiques de discriminació sofisticat i extens" contra les seves respectives poblacions russòfones. Nomena tres "pilars" de discriminació: la negativa de ciutadania, l'ús de la llengua i els drets de participació, i afirma que la discriminació està limitada per la "dependència econòmica de la mà d'obra russòfona".
Nils Muižnieks, un polític letó, antic ministre per a la Integració Social, va afirmar: "Hughes ofereix conclusions simples sobre les realitats complexes de les polítiques de minories i les relacions interètniques a Estònia i Letònia".
Tant la missió de l'Organització per a la Seguretat i la Cooperació a Europa (OSCE) a Estònia com l'Alt Comissionat de l'OSCE per a les Minories Nacionals van declarar el 1993 que no havien pogut trobar un patró de violacions o abusos dels drets humans a Estònia.
Segons l'Informe de Drets Humans del Departament d'Estat dels Estats Units, Estònia generalment respecta els drets humans dels ciutadans i de la gran comunitat de no ciutadans d'ètnia russa. No obstant això, hi va haver problemes amb l'ús de la força per part de la policia, les condicions de detenció i la durada de la presó preventiva. També hi va haver problemes de violència domèstica, desigualtat salarial de les dones en el món laboral, maltractament infantil i tràfic de dones i nens.
Segons el Ministeri d'Afers Exteriors rus, el 2011, les avaluacions del Comitè de l'ONU sobre els drets econòmics, socials i culturals mostren que persisteixen problemes greus de drets humans, en particular en l'àmbit dels drets de les minories nacionals, sense resoldre a Estònia.

## Problemes

### Enquestes relacionades amb els drets humans
Enquestes realitzades entre el 1993 i el 1997 van trobar que els russos ètnics que vivien als estats bàltics generalment no es veien a si mateixos com a particularment amenaçats ni patint "apartheid" o racisme, com sovint sostenia el govern rus; una enquesta britànica del 1993 va mostrar que "majories sòlides de russos ètnics no consideraven les seves situacions com a "perilloses, difícils o especialment oneroses" i va trobar que el 69% dels parlants de rus no estaven d'acord amb l'opinió que els no ciutadans i les minories eren mal tractats, mentre que una enquesta russa del 1995 va trobar que només el 8% dels parlants de rus sentien que els seus drets humans estaven sent violats.
Segons una enquesta del 2008 a 500 russos ètnics realitzada per l'Agència Europea de Drets Fonamentals, el 59% dels enquestats va qualificar la discriminació ètnica com a molt o força generalitzada al país. El 27% va afirmar haver patit discriminació per motius d'origen ètnic en els últims 5 anys, inclòs el 17% durant els últims 12 mesos (en comparació amb el 4-5% a Lituània i Letònia). La discriminació al lloc de treball es va qualificar de generalitzada, amb el 72% dels participants a l'enquesta dient que un origen ètnic diferent seria un obstacle per a la promoció. El 39% va dir haver patit discriminació durant els últims 5 anys en buscar feina, inclòs el 16% durant els últims 12 mesos, la taxa més alta de tots els països enquestats. El 10% va confirmar que evitava certs llocs, com ara botigues o cafeteries, perquè creien que rebrien un mal tracte a causa del seu origen ètnic.
No obstant això, un altre resultat d'una enquesta del 2008 va trobar que només el 3% dels russos ètnics van dir haver experimentat hostilitat o tracte injust regularment a causa de la seva ètnia, i el 9% ocasionalment; l'1% va declarar haver estat ofès regularment per motius de la seva ètnia, mentre que el 7% ocasionalment. Aquesta enquesta va trobar que, tot i que la majoria dels enquestats no havien experimentat cap discriminació personalment, creien que el nivell de discriminació era alt.
El Centre Europeu per a les Qüestions de les Minories ha examinat el tracte d'Estònia a la seva minoria russòfona. En la seva conclusió, el centre va afirmar que totes les organitzacions internacionals estan d'acord que no es poden observar formes de discriminació sistemàtica cap a la població de parla russa i elogia els esforços realitzats fins ara en les esmenes a les lleis sobre educació, llengua i l'estatus dels no ciutadans, però, no obstant això, continua havent-hi el problema del gran nombre d'aquests no ciutadans. El 2 de setembre de 2009, 102.466 persones, o el 7,5% de la població d'Estònia, seguien sent no ciutadans, una disminució del 32% el 1992 i del 12% el 2003. El novembre de 2005 es va realitzar una enquesta entre els residents amb ciutadania indeterminada. Els resultats mostren que el 61% d'aquests residents volien la ciutadania estoniana, el 13% la ciutadania russa i el 6% la ciutadania d'un altre país. El 17% dels enquestats no estaven interessats a adquirir cap ciutadania. Es va trobar que com més gran era l'enquestat, més probable era que no volgués tenir cap ciutadania. L'enquesta també va mostrar que els enquestats que havien nascut a Estònia tenien més probabilitats de desitjar obtenir la ciutadania estoniana (73%) que els que no havien nascut a Estònia (menys del 50%).
Estudis recents han demostrat que un dels factors significatius de l'apàtrida és l'avantatge de mantenir un estatus legal ambigu per a la vida quotidiana; d'una banda, és més fàcil per als immigrants sense ciutadania estoniana viatjar de tornada a Rússia, mentre que, d'altra banda, la manca de ciutadania no suposa cap problema per viure a Estònia; una enquesta del 2008 va trobar que el 72% dels enquestats d'ètnia russa citen la facilitat de viatjar a Rússia com una de les raons per les quals la gent no sol·licita la ciutadania estoniana, i el 75% afirma que el fet de no tenir ciutadania no dificulta la seva vida és una altra raó.
Diverses investigacions relacionades amb els drets humans són realitzades cada any per organitzacions locals de drets humans estonianes, per exemple, l'Institut Estonià de Drets Humans.

#### Ocupació
El 72% de 500 russos ètnics enquestats creien que un origen ètnic diferent dificulta la promoció laboral. Funcionaris i parlamentaris del govern rus es fan ressò d'aquestes acusacions en diversos fòrums. Aquestes afirmacions s'han tornat més freqüents durant els períodes de desacords polítics entre Rússia i aquests països, i han disminuït quan s'han resolt els desacords.
Segons l'enquesta del 2008 del projecte TIES, coordinat per la Universitat d'Amsterdam:
- El 38,9% dels enquestats russos i el 25,2% dels estonians creuen que "els     russos experimenten hostilitat o tracte injust a causa de la seva ètnia" a la feina "ocasionalment", "regularment" o "freqüentment".
- El 51,4% dels enquestats russos i el 50,4% dels estonians també creuen que els russos experimenten discriminació ètnica en buscar feina.
- El 44% dels russos i el 40% dels estonians pensen que és "més difícil" o "molt més difícil" per als russos trobar feina en comparació amb els estonians.
- El 15% dels russos i el 10% dels estonians creuen que és "més fàcil" o "molt més fàcil" per als russos trobar feina.

Un estudi del 2005 de la Xarxa Europea Contra el Racisme va trobar que el 17,1% dels no estonians ètnics van afirmar haver experimentat limitacions als seus drets o tracte degradant a la feina durant els últims 3 anys a causa del seu origen ètnic.
Amnesty International va assenyalar en un informe del 2006 que la minoria de parla russa a Estònia gaudeix de drets lingüístics i de minories molt limitats i sovint es troba de facto exclosa del mercat laboral i del sistema educatiu, cosa que comporta nivells d'atur desproporcionadament alts entre aquesta minoria.
Les polítiques discriminatòries d'Estònia han comportat "nivells d'atur desproporcionadament alts entre la minoria lingüística de parla russa. Això, al seu torn, ha contribuït encara més a l'exclusió social i a la vulnerabilitat davant d'altres abusos dels drets humans. En conseqüència, molts membres d'aquest grup es veuen efectivament impedits del ple gaudi dels seus drets econòmics, socials i culturals (drets ESC)."
Un article de 1999 de Charles Kroncke i Kenneth Smith a la revista Economics of Transition va argumentar que hi havia proves substancials de discriminació contra els russos ètnics al mercat laboral estonià el 1994, i que la capacitat de parlar estonià no afectava significativament els salaris. També van assenyalar que els russos ètnics nascuts a Estònia semblaven estar en pitjor situació que els russos ètnics immigrants.
Un estudi posterior del 2008 de Kristian Leping i Ott Toomet a la Journal of Comparative Economics va informar que la manca de fluïdesa en la llengua estoniana i les xarxes socials i el sistema escolar segregats, més que l'ètnia, eren la raó principal de la bretxa salarial aparent entre els parlants d'estonià i els no parlants d'estonià.

#### Educació
Des de la restauració de la independència el 1991, Estònia ha finançat escoles de llengua russa de primària, secundària obligatòria i batxillerat juntament amb escoles de llengua estoniana. Una futura reforma es va planificar des de finals dels anys noranta, però es va ajornar repetidament. El pla de reforma va començar el 2007. El 13 d'octubre de 2022, el Riigikogu (Parlament estonià) va aprovar un pla per a la transició total a l'educació en llengua estoniana, que es va posar en marxa oficialment el 12 de desembre del mateix any. La transició a l'educació totalment en llengua estoniana va començar el 2024, amb la implementació completa prevista per al curs 2029/2030.
Segons el calendari, el 2011, el 60% de totes les assignatures dels graus 10, 11 i 12 s'havien d'impartir en llengua estoniana a totes les escoles finançades per l'estat. Totes les escoles finançades per l'estat ja imparteixen literatura estoniana en estonià des del curs 2007/2008. El govern s'ha reservat l'autoritat per concedir exempcions i pròrrogues a algunes escoles finançades per l'estat cas per cas.
Durant el curs 2007/2008, entre les escoles de llengua russa:
- 49 escoles (79%) impartien Música en estonià.
- 30 escoles (48%) impartien Ciències Socials en estonià.
- 17 escoles (27%) impartien ambdues assignatures de transició en estonià.[59]

Amnesty International ha recomanat que les autoritats proporcionin més suport als professors i recursos adequats als estudiants que hauran de substituir el rus per l'estonià com a llengua d'ensenyament i aprenentatge per gestionar amb èxit aquesta transició.
Segons l'enquesta de TIES del 2008, el 50% dels enquestats d'ètnia russa pensen que l'afirmació "Com a resultat de la reforma escolar del 2007, la qualitat de l'educació per als joves russos empitjorarà" és "exactament certa" o "moderadament certa". L'informe també assenyala que "una proporció significativament més gran d'estonians completen l'educació superior, mentre que els russos més sovint només acaben l'educació secundària. Al mateix temps, no hi va haver diferències significatives entre l'èxit escolar dels estonians i els russos pel que fa a les taxes d'abandonament escolar de l'educació bàsica i secundària."

#### Ètnia i crim
El Comitè de l'ONU contra la Tortura en el seu informe del 2008 sobre Estònia assenyala que "aproximadament el 33 % de la població penitenciària està composta per apàtrides, mentre que representen aproximadament el 8 % de la població total". El Comitè qualifica aquesta representació de "desproporcionada" i insta Estònia a prendre mesures addicionals per protegir els drets dels no ciutadans i residents apàtrides. El 2008, al voltant del 78% dels no ciutadans eren d'ètnia russa; menys del 3% eren d'ètnia estoniana. El 2006, aproximadament el 60% de la població d'ètnia russa eren no ciutadans, el 40 per cent eren apàtrides.

### Tractament del poble romaní
El Consell d'Europa va declarar el 2006 que "la comunitat romaní a Estònia es veu afectada de manera desproporcionada per l'atur i la discriminació en l'àmbit de l'educació." La Comissió Europea havia dut a terme anteriorment un seguiment exhaustiu d'Estònia el 2000 i va concloure que no hi havia proves que aquestes minories fossin objecte de discriminació.

### Incident de la Nit de Bronze
Diverses organitzacions han comentat els esdeveniments relacionats amb l'incident de la Nit de Bronze. Es va expressar preocupació per possibles violacions dels drets humans perpetrades tant per manifestants com per la policia. Durant els disturbis d'abril de 2007 a Tallinn, alguns policies presumptament van utilitzar força excessiva contra els manifestants. Es van obrir vuit causes penals contra agents, sis de les quals van ser arxivades i dues estaven pendents a finals d'any. La Federació Internacional de Drets Humans (FIDH) –una coalició de 155 grups de drets humans– va instar les autoritats estonianes a investigar tots els actes de violació dels drets humans durant la nit. L'organització va demanar a les autoritats estonianes que "posessin fi a qualsevol pràctica de discriminació contra la minoria de parla russa, que constitueix aproximadament el 30% de la població estoniana, i que es conformessin en qualsevol circumstància amb les disposicions de la Convenció Internacional sobre l'Eliminació de totes les formes de Discriminació Racial." La FIDH i el LHRC també van condemnar els actes de vandalisme perpetrats per manifestants a Tallinn, així com el bloqueig de l'ambaixada estoniana a Moscou.

### Tràfic de persones
Segons el CIA World Factbook, "Estònia és un país d'origen, trànsit i destinació per a dones sotmeses a prostitució forçada, i per a homes i dones sotmesos a condicions de treball forçat". Estònia tampoc "compleix plenament els estàndards mínims per a l'eliminació del tràfic, sent l'únic país de la UE sense una llei específica contra el tràfic."

### Explotació infantil
La Relatora Especial independent Najat Maalla M'jid de les Nacions Unides ha dit que Estònia ha pres mesures clares per protegir els nens de l'explotació, tot i que l'experta en drets humans ha comentat que "els joves segueixen en risc i es necessita una vigilància continuada per part de les autoritats."

### Orientació sexual
El sexe homosexual, que era il·legal a la Unió Soviètica, es va legalitzar a Estònia el 1992. L'edat de consentiment és de 16 anys i es va igualar tant per al sexe homosexual com per a l'heterosexual el 2001. Els homosexuals no estan prohibits del servei militar i no hi ha lleis que discriminin els homosexuals.
Estònia va transposar una directiva de la UE a les seves pròpies lleis que prohibeixen la discriminació per orientació sexual en l'ocupació a partir de l'1 de maig de 2004. Una enquesta realitzada el setembre de 2002 va trobar que hi havia un alt nivell de discriminació contra les persones gais, lesbianes i bisexuals a Estònia.
El matrimoni entre persones del mateix sexe és legal a Estònia des de l'1 de gener de 2024.

## Opinions externes

### Periodistes
Segons la veterana autora i periodista alemanya, corresponsal a Rússia Gabriele Krone-Schmalz, hi ha una profunda desaprovació de tot el que és rus a Estònia. Sosté que el presumpte nivell de discriminació envers els russos ètnics a Estònia hauria suposat una barrera per a l'acceptació a la UE; no obstant això, els mitjans de comunicació occidentals van prestar molt poca atenció a l'assumpte. No obstant això, la Comissió Europea va dur a terme un seguiment exhaustiu del compliment d'aquests països amb l'Acquis communautaire pel que fa als drets de les minories abans de l'adhesió a la UE, i la Comissió va afirmar que no hi ha proves que aquestes minories siguin objecte de discriminació.
En una entrevista amb el diari neerlandès NRC Handelsblad, Hans Glaubitz,  antic ambaixador dels Països Baixos a Estònia, va mencionar que va dimitir a causa de la homofòbia i el racisme, ja que no podien "fer front a l'odi gai i el racisme als carrers d'Estònia."

## Rànquings internacionals
- Índex de democràcia, 2008: 37 de 167[4]
- Índex de llibertat de premsa mundial, 2023: 8 de 173.[8]
- Puntuació de llibertat a Internet: 13 (2009),[75][a] 10 (2011),[76][b]10 (2012),[77][c] 9 (2013),[78][d] i 94 (2023)[38][e]
- Índex Mundial de Privacitat, 2007: 13 de 37.[5]
- Índex Mundial de Qualitat de Vida, 2005: 68 de 111.[79]
- Països per índex de desenvolupament humà, 2010: 34 de 169.[80]
- Llibertat al món, 2008: Puntuació de drets polítics: 1 i puntuació de llibertats civils: 1 (1 és el més lliure, 7 el menys lliure).[7][37]
- Informe Global de Corrupció, 2007: 24 de 163.[81]